# Aguada de Baixo
Aguada de Baixo va ser una freguesia portuguesa del municipi d'Águeda, amb 4,7 km² d'àrea i 1.373 habitants (2011). Durant la reforma administrativa nacional de 2013, va ser fusionada amb la freguesia de Barrô per donar lloc a una de nova, Barrô i Aguada de Baixo.
La més meridional de totes les freguesias del municipi, Aguada de Baixo té com a veïns les freguesias de Barrô al nord i Aguada de Cima a l'est i els municipis d'Anadia al sud i d'Oliveira do Bairro a l'oest.
És la 17a freguesia del municipi en àrea, la 12a en població i la que té major densitat demogràfica.

## Llocs d'interès
- Alto da Póvoa
- Póvoa da Raposa
- Póvoa da Bruxa
- Póvoa do Nascido
- Póvoa do Salgueiro
- Passadouro
- Aguadela
- Vale do Grou
- Landiosa
- Vidoeiro
- Bicarenho